# Cancer bellanius
Cancer bellanius är en kräftdjursart. Cancer bellanius ingår i släktet Cancer och familjen Cancridae. Inga underarter finns listade i Catalogue of Life.